# Dolophilodes torrentis
Dolophilodes torrentis är en nattsländeart som beskrevs av Douglas E. Kimmins 1955. Dolophilodes torrentis ingår i släktet Dolophilodes och familjen stengömmenattsländor. Inga underarter finns listade i Catalogue of Life.